# Chain Home

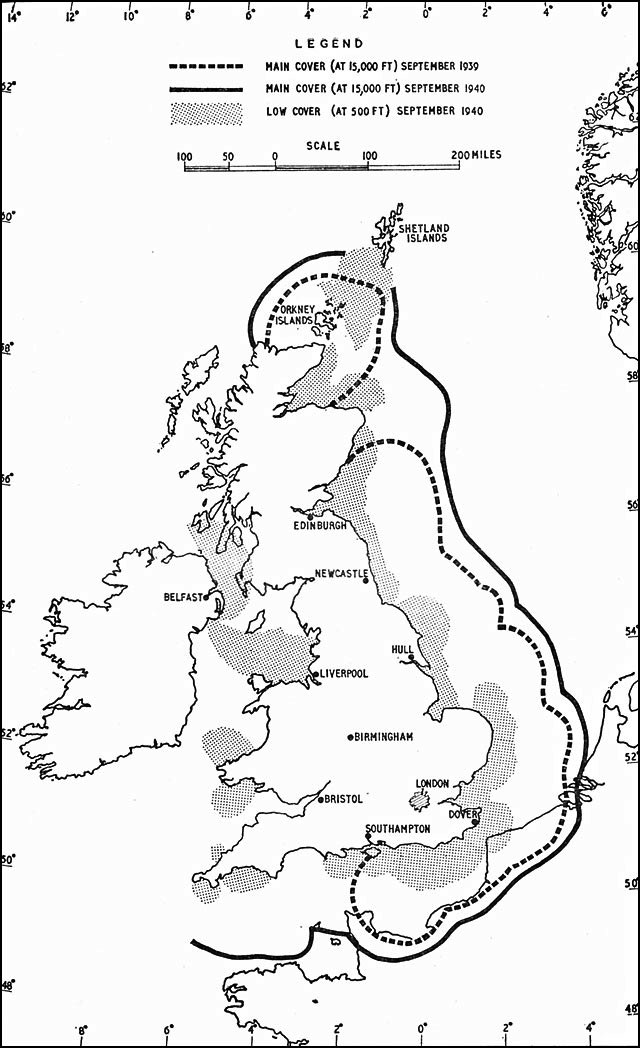
Pokrycie radarowe systemu Chain Home w latach 1939–1940

Chain Home – kodowa nazwa sieci radarów wczesnego wykrywania zbudowanych w Wielkiej Brytanii przed II wojną światową. System był znany również jako AMES Type 1 (w nomenklaturze Air Ministry Experimental Station) i składał się z zestawu anten nadawczych i odbiorczych umieszczanych na masztach (drewnianych lub metalowych). System zapewniał detekcję samolotów na dużych zasięgach (patrz mapka obok). Podstawową wadą systemu był brak pokrycia radarowego (wykrywania samolotów) na niskich wysokościach. Niedogodność tę usunięto, stosując system współpracujący Chain Home Low zwany również AMES Type 2, który mógł wykrywać samoloty na wysokościach powyżej 500 stóp (ok. 170 m)

## Historia
System Chain Home został stworzony przez sir Roberta Watsona-Watta jako sieć prostych radarów z antenami prawie niekierunkowymi. Sir Watson-Watt był pragmatycznym inżynierem, który twierdził, że system nie musi być najlepszy, ale musi być operacyjny w dostatecznie krótkim czasie. System był daleki od doskonałości, podatny na zakłócenia, jednak oddał nieocenione usługi w wykrywaniu formacji niemieckich bombowców. Dodatkowo, ponieważ pracował w zakresie fal krótkich, przez długi czas nie został zidentyfikowany przez Niemców jako sieć radiolokacyjna stwarzająca zagrożenie dla niemieckich bombowców.
W porównaniu z niemieckimi radarami tamtego okresu był mniej zaawansowany technologicznie, ale w czasie bitwy o Anglię był w pełni operacyjny i zapewniał dużo większe pokrycie niż niemiecki system oparty na 8 radarach typu Freya. Pomimo prostoty wykazywał dobre własności operacyjne. Poza zdolnością do określania odległości i namiaru (azymutu) na wykryte samoloty, większość stacji mogła określić również kąt elewacyjny, a na jego podstawie  wysokość lotu formacji. Doświadczeni operatorzy potrafili określić wielkość formacji na podstawie siły echa. Wymagało to wprawy w ręcznym operowaniu gałkami do pomiaru azymutu i elewacji.
Chain Home nie przypominał współczesnych radarów – nie było w nim obrotowej anteny i wiązki poszukującej. Stała antena nadawcza składała się z metalowych drutów rozpiętych pomiędzy metalowymi wieżami o wysokości 110 m. Antena, będąca rodzajem dipola, wysyłała energię w strefę szerokości około 100 stopni. Antena odbiorcza zainstalowana była na drewnianych wieżach wysokości 73 m i składała się z dwóch anten dipolowych prostopadłych do siebie. Kierunek nadejścia sygnału określano, składając sygnał z dwóch ortogonalnych dipoli za pomocą indukcyjnego przyrządu zwanego „goniometrem”. Operator, kręcąc gałką goniometru zmieniał proporcje sumowania i odczytywał kierunek przyjścia sygnału. Elewacja odczytywana była w podobny sposób, porównując sygnały z anten „górnych” i „dolnych” Odległość do samolotu odczytywano z opóźnienia między sygnałem nadanym i odebranym – 1 ms oznaczała odległość 150 km.

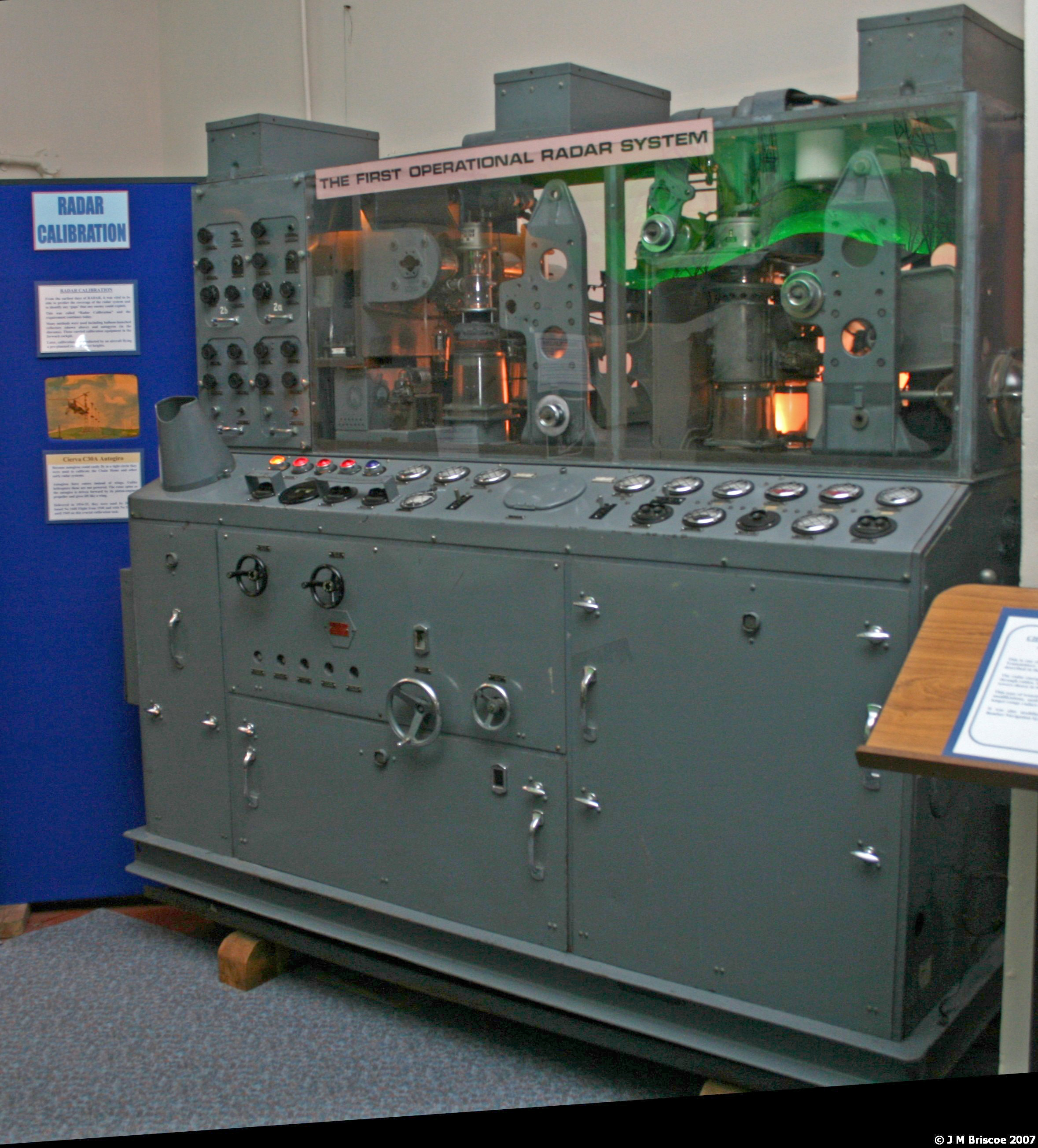
Nadajnik Chain Home

Radary Chain Home pracowały w paśmie 20-50 MHz, pomiędzy pasmami HF i VHF, najczęściej jednak w zakresie 20-30 MHz (góra pasma HF), co odpowiadało długości fali około 12 metrów. Możliwość zmiany częstotliwości pozwalała na unikanie intencjonalnych zakłóceń. Zakres wykrywania był określony jako 120 mil (192 km), acz zwykle był dużo większy.
Radary Chain Home Low pracowały na częstotliwości 200 MHz (zakres VHF), co odpowiadało długości fali 1,5 metra. Rozwiązania techniczne były jednak zupełnie inne. Radar ten wykorzystywał obracającą się antenę kierunkową.
Radar Freya, który był w tym czasie bardziej zaawansowany technologicznie, pracował w zakresie 2,5 do 2,3 m (120 do 130 MHz) z maksymalnym zasięgiem detekcji 100 mil (150 km). Nie mógł określać wysokości celów.
W okresie maj-sierpień 1939 niemiecki sterowiec LZ130 Graf Zeppelin II wykonał loty wzdłuż wybrzeża Wielkiej Brytanii w celu określenia, czy Anglicy posiadają instalacje radarowe i zbadania 100-metrowych wież wzniesionych od Portsmouth do Scapa Flow. Wysiłki Niemców skierowane były na badanie wyższych pasm, i sygnały w paśmie 12 m nie zostały zidentyfikowane jako sygnały radarowe. Tak więc Niemcy nie wiedzieli na początku wojny o prawdziwym obliczu wież radiolokacyjnych.
Niemcy obserwowali impulsy w paśmie 12 m, jednak nie byli w stanie określić ich źródła i przeznaczenia. W czerwcu 1940 Niemiecki Instytut Badań Areonautycznych (DVL) utworzył grupę badawczą pod kierunkiem profesora von Handela i odkrył, że sygnały pochodzą od radarów posadowionych na wybrzeżu Wielkiej Brytanii. Określili oni pozycje wszystkich nadajników Chain Home i określili sposób ich pracy.

## Wykorzystanie radarów przez Niemców
Niemcy opracowali radar pasywny Klein Heidelberg, który pozwalał im wykrywać i śledzić samoloty alianckie, używając impulsów oświetlających z sieci radarów Chain Home. Ponieważ sygnały radarowe Chain Home wysyłane były praktycznie w całą przestrzeń (stosując prawie bezkierunkowe dipole nadawcze), dlatego też stosując kierunkowe anteny Niemcy mogli wykrywać samoloty nadlatujące w kierunku Francji i Niemiec. System pracował jako radar bistatyczny. Antena odbiorcza odbierała najpierw silny sygnał emitowany przez nadajnik Chain Home, a następnie słabe echo pochodzące od samolotu. Opóźnienie tego sygnału określało odległość bistatyczną obiektu – różnicę między sumą odległości nadajnik-samolot i samolot-odbiornik a odległością nadajnik-odbiornik. Odległość bistatyczna określa elipsę, na której znajduje się samolot, zaś ogniska elipsy są miejscami lokalizacji nadajnika i odbiornika, znanymi Niemcom. Kierunkowa antena odbiornika pozwalała określić kierunek przyjścia sygnału echa, a zatem określić położenie samolotu (miejsce geometryczne przecięcia prostej namiarowej z elipsą bistatyczną). System ten pozwalał Niemcom na wykrywanie samolotów na odległościach do 400 km z dokładnością 1 do 2 km i określaniem kierunku z dokładnością około 1 stopnia.

## Bibliografia

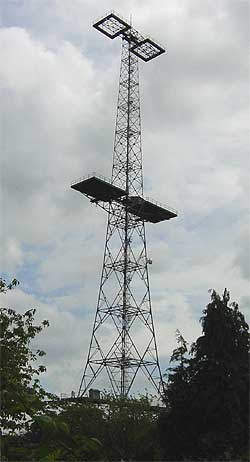
Wieże Chain Home w Great Baddow